# Rothenthurm (Szwajcaria)
Rothenthurm – miejscowość i gmina w Szwajcarii, w kantonie Schwyz, w okręgu Schwyz. 

## Demografia
W Rothenthurmie mieszka 2 529 osób. W 2021 roku 16,4% populacji gminy stanowiły osoby urodzone poza Szwajcarią. 

## Transport
Przez teren gminy przebiega droga główna nr 8.